# Cuenca del río Cisnes
La cuenca del río Cisnes es el espacio natural comprendido por la cuenca hidrográfica del río Cisnes. Se extiende desde la divisoria de las aguas, que es en ese tramo también la frontera internacional, hasta su desembocadura en el océano Pacífico. 
El ítem 111 del inventario de cuencas de Chile incluye esta y otras cuencas naturales bajo el nombre cuencas costeras e islas entre Río Palena y Río Aysén. La del río Cisnes lleva el número 1114. 
A partir de los años 70 se ha ampliado el concepto de cuenca hasta entender, ya en los primeros años del siglo XXI, una cuenca hidrográfica en lo que respecta a su definición espacial y funcional, como la unidad geopolítica y socioeconómica más apropiada y racional para el desarrollo integrado de los recursos de tierras y aguas asociados a la vegetación y en conjunto con los usuarios de nivel local y regional.: 17 

Cuenca del río Cisnes. Administrativamente lleva el número 1114 y tiene 8 subsubcuencas y se extiende por 5.464 km². En total, el ítem 111 se extiende sobre 16.466 km², de los cuales 5512 km² son drenados por la cuenca del río Cisnes.

Otras cuencas hidrográficas independientes del ítem 111 son las de los ríos Queulat, del Medio, Ventisquero y muchos otros que no son tratados aquí.

## Límites
Limita al noroeste con la cuenca del río Queulat (también del ítem 111), al norte con las cuencas del río Figueroa y del río Pico, ambos de la cuenca del río Palena, al oriente con las cuencas transandinas de los formativos del arroyo Apeleg que pertenece a la cuenca del río Senguerr. Al sur con el origen mismo del río Senguerr y siempre por el sur pero más al oeste con los orígenes de los ríos Río Mañihuales y, más al oeste aun, con el Río Pangal.
Sus extremos alcanzan las coordenadas geográficas 44°23'S, 45°06′S, 71°06′W y 72°51'W.: 522 

## Población y Regiones
La cuenca está ubicada dentro de los límites político-administrativos de la Región de Aysén, en particular de las provincias de Aysén y Coyhaique con las comunas Cisnes (Chile), Lago Verde (comuna) y Coyhaique.
En la cuenca se encuentran los poblados de Puerto Cisnes, La Tapera, Villa Amengual y Cisnes Medio.

## Subdivisiones
La Dirección General de Aguas ha dividido las cuencas incluidas en el item 111, que incluye a la del río Cisnes, para mejor estudio y administración en las siguientes subcuencas y subsubcuencas:
| Sub- cuenca                                              | Subsub- cuenca | Aguas                                                       | Área drenaje km² |
| -------------------------------------------------------- | -------------- | ----------------------------------------------------------- | ---------------- |
| 111 Costeras e islas entre Río Palena y Río Aysén (mapa) |                |                                                             |                  |
| 1110                                                     | 11100          | Costeras entre Río Palena y Río Marchant                    | 861              |
| 1111                                                     | 11110          | Isla Refugio                                                | 1076             |
| 1112                                                     | 11120          | Costeras entre Río Marchant y Seno Ventisquero              | 1755             |
| 1113                                                     | 11130          | Costeras entre Seno Ventisquero y Río Cisnes                | 929              |
| 1114                                                     | 11140          | Río Cisnes Bajo Estero La Turbina                           | 736              |
| 1114                                                     | 11141          | Río Cisnes Entre Estero La Turbina y Río Caceres            | 524              |
| 1114                                                     | 11142          | Río Caceres                                                 | 926              |
| 1114                                                     | 11143          | Río Cisnes entre Río Caceres y bajo Arroyo Quemas           | 618              |
| 1114                                                     | 11144          | Río Cisnes entre Arroyo Quemas y Río Grande Espera          | 653              |
| 1114                                                     | 11145          | Río Picacho y Río Presidente Rossevelt                      | 726              |
| 1114                                                     | 11146          | Río Desaguadero La Escondida Entre Río Picacho y Río Cisnes | 525              |
| 1114                                                     | 11147          | Río Cisnes Entre Río Grande Esperanza y Desembocadura       | 732              |
| 1115                                                     | 11150          | Costeras entre Río Cisnes y Punta San Andrés                | 873              |
| 1116                                                     | 11160          | Islas Atilio, Enrique y Manuel                              | 462              |
| 1116                                                     | 11161          | Isla Canalad                                                | 225              |
| 1116                                                     | 11162          | Isla Magdalena                                              | 2918             |
| 1117                                                     | 11170          | Costeras entre Punta San Andrés y Río Aisen                 | 1530             |
| 1118                                                     | 11180          | Isla Ester                                                  | 703              |
| 1118                                                     | 11181          | Isla Chamlay                                                | 141              |
| 1118                                                     | 11182          | Isla Churrecue                                              | 217              |
| 1118                                                     | 11183          | Isla Elena                                                  | 68               |
| Totales:                                                 |                |                                                             |                  |
| 9                                                        | 21             | Región: XI (100%) / Tipo: Exorreica / Desemb.: O. Pacífico  | 16466            |

## Hidrología

### Red hidrográfica
Los cuerpos de agua considerados en esta categoría son:

### Caudales y régimen
El régimen de la cuenca en su curso medio e inferior es fundamentalmente pluvial, pero en su curso superior tiene una influencia de las nieves.: 524 

## Clima
Según los datos recopilados por la Universidad Técnica de Dresde y según la clasificación climática de Köppen, la localidad de Puerto Cisnes, en la zona costera de la cuenca, tiene un clima oceánico subpolar (Cfc), con precipitaciones anuales de 1600 mm y una temperatura promedio anual de 6,4 °C.
Los diagramas Walter Lieth muestran con un área azul los periodos en que las precipitaciones sobrepasan la cantidad de agua que el calor del sol evapora en el mismo lapso de tiempo, (un promedio de 10 °C mensuales evaporan 20 mm de agua caída) dejando un clima húmedo. Por el contrario, las zonas amarillas indican que durante ese tiempo el agua caída puede ser evaporada por el calor del sol. El área gris señala meses muy húmedos.

## Historia
En las llanuras en torno a Cerro Hueco, en la cuenca superior del río Cisnes, los arqueólogos han encontrado rastros de campamentos humanos de 11.400 años de antigüedad.
Más al sur se encontró un campamento de tehuelches nómadas, cuya cerámica fue fechada entre los años 660 y 1210 d. C. Se supone que ese campamento fue usado hasta ser tomado entre 1900 y 1920 por colonos que dejaron allí botellas, tarros de conserva y restos de munición.
En el verano de 1766/67, durante un viaje de reconocimiento de 4 meses por la zona, el sacerdote jesuita José García Alsué vio y dejó registro en un mapa de la desembocadura de un río en ese lugar.
El río fue nombrado "cisnes" en 1873 por Enrique Simpson, mientras cartografiaba el canal Puyuhuapi, en razón de los muchos cisnes que se encontraban en su desembocadura.: 184 
Una exploración sistemática de la geografía se hizo en 1873 por encargo del gobierno chileno al geógrafo alemán Hans Steffen, a quien acompañaron otros chilenos y alemanes. Su objetivo era servir de base para la fijación del límite con Argentina por medio de un claro conocimiento de la divisoria de las aguas.: 198 
Steffen y sus colaboradores exploraron entre diciembre de 1897 y junio de 1898 la región patagónica del río Cisnes y su mayor mérito radicó en el conocimiento del río Cisnes, que hasta entonces sólo era conocido en su desembocadura. La expedición Steffen advirtió que el curso del río Cisnes se perdía en medio de profundas gargantas más allá de la cual "en una región de lomajes i campos abiertos en que reconocimos trechos de la vulgarmente llamada Pampa Patagónica".
Durante ese viaje conocieron el cerro Mesa, el cerro Cáceres, junto al cual fluye el río de ese nombre, que resultó ser uno de los mayores afluentes del río Cisnes. Pero lo más relevante fue que Steffen pudo comprobar que el río Félix Frías de la cartografía argentina, no era otro que el Cisnes, que él había venido siguiendo desde las costas del Pacífico.
Por último, descubre un poderoso nevado de 2.200 m de altura y por cuya cumbre pasa la divisoria de las aguas entre el río Cisnes por el Sur y el río Pico por el Norte, divisoria que el Árbitro de 1902 reconocería como frontera internacional. Posteriormente, la comisión arbitral demarcadora bautizó al nevado como cerro Steffen.
La cuenca del río fue otorgada completamente a Chile en el Laudo limítrofe entre Argentina y Chile de 1902, y quedó estipulada en el The Cordillera of the Andes Boundary Case (Argentina, Chile) emitido por la corona Británica, donde se le llama "río Cisnes (o Frias)".

### Colonización
Investigaciones arqueológicas muestran que desde 1880 comenzaron a llegar colonos a la cuenca superior del río, y en 1906 se fundó allí la estancia Río Cisnes.
Cerca de 1940 se inició el poblamiento de Puerto Cisnes por pescadores y leñadores de Chiloé y de Argentina. El primer poblado quedaba al borde de la desembocadura. A causa de las inundaciones frecuentes fue trasladada más al norte, donde se encuentra hasta hoy.

## Actividades económicas
El motor económico de la zona es el turismo, por sus múltiples atractivos naturales, entre ellos destacan las reservas nacionales de Lago Las Torres y Lago Carlota, el parque nacional Queulat, así como los numerosos ventisqueros que
conforman en conjunto un paisaje de gran belleza. El turismo está basado en la cuenca baja del río.: 13 
También la crianza de ganado ovino en el sector alto de la cuenca aporta a su bienestar.: 13 

## Áreas bajo protección oficial y conservación de la biodiversidad
Las áreas bajo protección oficial pertenecientes al Sistema Nacional de Áreas Silvestres Protegidas por el Estado (SNASPE) que se emplazan en la cuenca corresponden a:: 18–19 
- Parque nacional Queulat
- Reserva nacional Lago Carlota
- Reserva nacional Lago Las Torres